# Diócesis de Leiría-Fátima
La diócesis de Leiría-Fátima (en latín: Dioecesis Leiriensis-Fatimensis y en portugués: Diocese de Leiria-Fátima) es una circunscripción eclesiástica de la Iglesia católica en Portugal. Se trata de una diócesis latina, sufragánea del patriarcado de Lisboa. Desde el 28 de enero de 2022 su obispo es José Ornelas Carvalho, de los Sacerdotes del Sagrado Corazón de Jesús.

## Territorio y organización

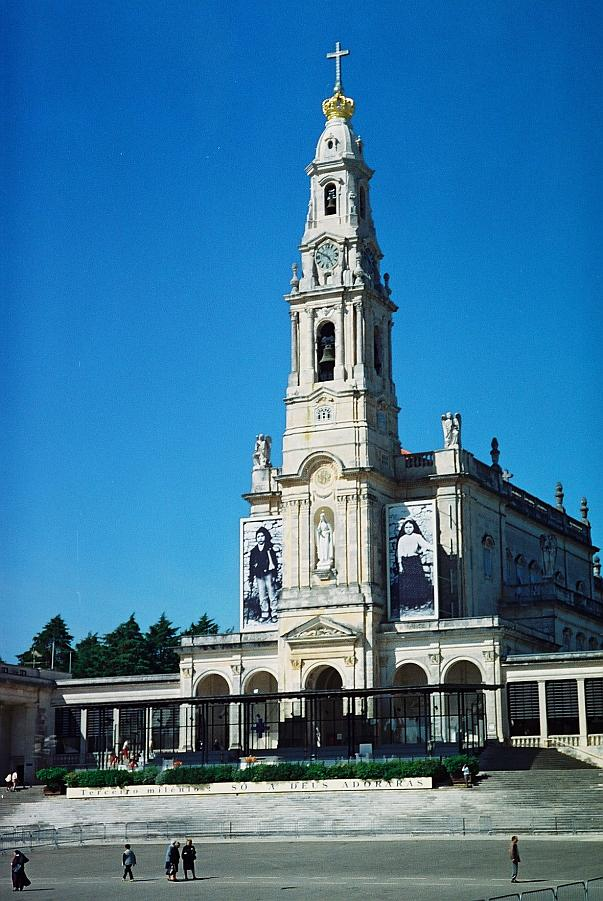
Santuario de Fátima

La diócesis tiene 1700 km² y extiende su jurisdicción sobre los fieles católicos de rito latino residentes en:
- el distrito de Leiría: los municipios de Leiría, Marinha Grande, Batalha y Porto de Mós, y parte de los municipios de Pombal y Alcobaça;
- el distrito de Santarém, el municipio de Ourém y parte del municipio de Alcanena.

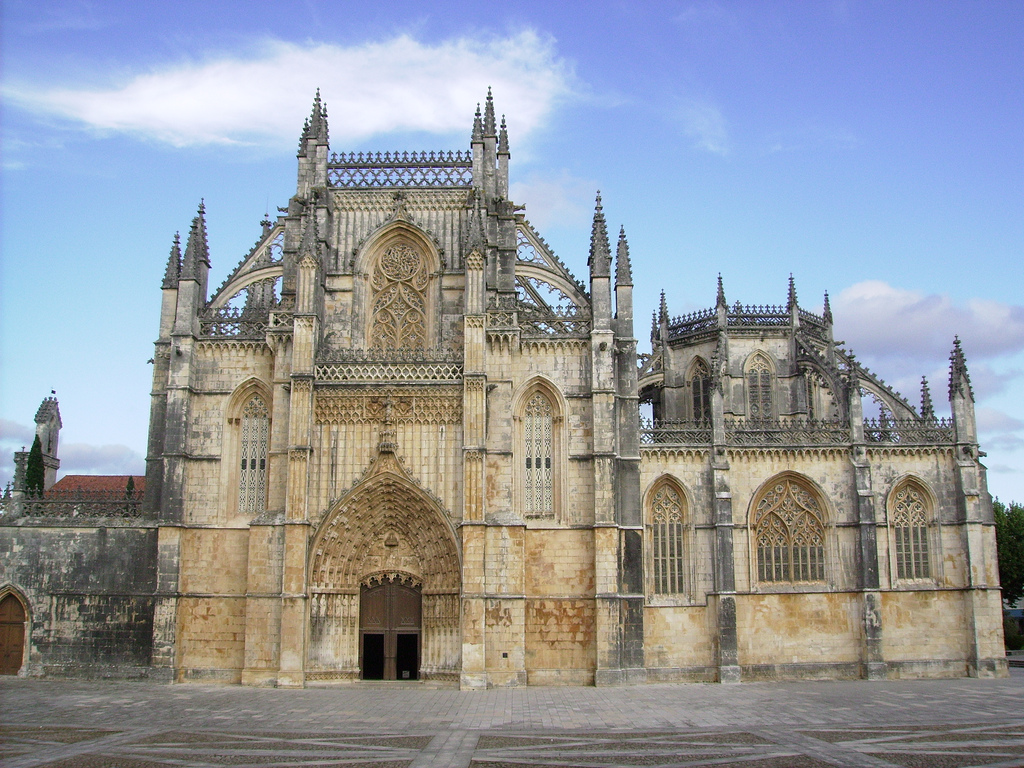
Iglesia del monasterio de Batalha, Patrimonio de la Humanidad de la Unesco

La sede de la diócesis se encuentra en la ciudad de Leiría, en donde se halla la Catedral de la Inmaculada Concepción. En Fátima se encuentra el Santuario de Fátima, uno de los más importantes santuarios marianos del mundo, con la basílica dedicada a la Virgen del Rosario.
En 2021 en la diócesis existían 73 parroquias agrupadas en 9 vicariatos: Monte Real, Marinha Grande, Milagres, Colmeisas, Leiría, Batalha, Porto de Mós, Fátima y Ourém.

## Historia
La diócesis de Leiría fue erigida el 22 de mayo de 1545 con la bula Pro excellenti del papa Paulo III, obteniendo el territorio de la diócesis de Coímbra y del priorato exento de Santa María de Leiría. Brás de Barros, último prior de Santa María, fue nombrado primer obispo.
Inicialmente se erigió como catedral la iglesia de Nossa Senhora da Pena, iglesia matriz de la ciudad episcopal, que sin embargo se quedó pequeña para las necesidades del culto. La catedral actual fue construida entre 1550 y 1574.
En 1585 la diócesis se amplió incorporando las parroquias de São Vicente de Aljubarrota, Alvados, Arrimal, Seiça, Fátima, Freixianda, Juncal, Mendiga, Minde, Olival, Ourém, Porto de Mós y Serro Ventoso. Una posterior ampliación se produjo el 9 de octubre de 1614 cuando se añadieron a la diócesis las parroquias de Nossa Senhora dos Prazeres de Aljubarrota y Alpedriz, según lo dispuesto en la bula Decet Romanum Pontificem del papa Paulo V. Estos territorios anexados a Leiría fueron en ambos casos tomados del patriarcado de Lisboa.
En 1640 el obispo Pedro Barbosa de Eça se vio obligado a huir de la diócesis tras la revolución independentista portuguesa: encontró refugio en Castilla, muriendo ese mismo año. En los años siguientes los obispos Diogo de Sousa designado por el rey Juan IV de Portugal y Jerónimo de Mascarenhas designado por el rey Felipe IV de España no obtuvieron el reconocimiento papal y la diócesis quedó vacante.
Brás de Barros celebró el primer sínodo diocesano en 1549. Otros sínodos fueron organizados por Pedro de Castilho en 1598, por José Alves Correia da Silva en 1943 y por Serafim de Sousa Ferreira e Silva en 1995-2002.
En 1672 el obispo Pedro Vieira da Silva instituyó el seminario diocesano.
La invasión francesa de 1807 tuvo trágicas consecuencias en la vida de la diócesis, porque estuvo acompañada de la destrucción de la mayor parte de los edificios religiosos (palacio episcopal, monasterios, iglesias) y el saqueo de las rentas eclesiásticas.
Otro trauma para la diócesis fue la supresión de las órdenes religiosas decretada por el ministro Joaquim António de Aguiar en 1834. En el mismo año se cerró el seminario, que se restableció en 1850.
El 30 de septiembre de 1881 fue suprimida como parte de la reorganización territorial de las diócesis de Portugal con la bula Gravissimum Christi del papa León XIII: su territorio fue dividido entre la diócesis de Coímbra y el patriarcado de Lisboa.
En las primeras décadas del siglo XX se organizó en el territorio que era de la diócesis un movimiento restauracionista, también como reacción a la política anticlerical de la Primera República portuguesa. Este movimiento también fue alentado por las apariciones en Fátima entre el 13 de mayo y el 13 de octubre de 1917. El 17 de enero de 1918 la diócesis fue restablecida con la bula Quo vehementius del papa Benedicto XV. En 1921 se concedió la celebración de la misa en el lugar de las apariciones marianas de Fátima, primer paso en la erección del santuario de Fátima, que se desarrollaría a lo largo de la década siguiente, hasta la aprobación canónica del culto a Nuestra Señora de Fátima el 13 de octubre de 1930.
El 25 de marzo de 1957 la diócesis incorporó la parroquia de Formigais, que desde 1881 estaba sujeta al patriarcado de Lisboa.
El 3 de diciembre de 1962, con la breve Miris modis auctus, el papa Juan XXIII declaró a Nuestra Señora de Fátima patrona principal de la diócesis, junto con san Agustín de Hipona, obispo y doctor de la Iglesia.
A partir del 13 de mayo de 1984 asumió su nombre actual sobre la base de la bula Qua pietate del papa Juan Pablo II.
La presencia del santuario de Fátima fue motivo de varias visitas de los papas a la diócesis: Pablo VI en 1967, Juan Pablo II en 1982, en 1991 y en 2000; Benedicto XVI en 2010 y Francisco en 2017.

## Estadísticas
Según el Anuario Pontificio 2022 la diócesis tenía a fines de 2021 un total de 248 500 fieles bautizados.
| Año                                                                             | Población            | Población | Población      | Sacerdotes | Sacerdotes    | Sacerdotes    | Bautizados por sacerdote | Diáconos permanentes | Religiosos | Religiosos | Parroquias |
| Año                                                                             | Bautizados católicos | Total     | % de católicos | Total      | Clero secular | Clero regular | Bautizados por sacerdote | Diáconos permanentes | Varones    | Mujeres    | Parroquias |
| ------------------------------------------------------------------------------- | -------------------- | --------- | -------------- | ---------- | ------------- | ------------- | ------------------------ | -------------------- | ---------- | ---------- | ---------- |
| 1949                                                                            | 164 000              | 174 000   | 94.3           | 113        | 98            | 15            | 1451                     |                      | 18         | 126        | 61         |
| 1969                                                                            | 234 265              | 235 666   | 99.4           | 180        | 117           | 63            | 1301                     |                      | 149        | 366        | 59         |
| 1980                                                                            | 201 000              | 204 598   | 98.2           | 166        | 106           | 60            | 1210                     |                      | 94         | 474        | 68         |
| 1990                                                                            | 238 000              | 240 075   | 99.1           | 183        | 103           | 80            | 1300                     |                      | 106        | 570        | 69         |
| 1999                                                                            | 273 700              | 280 000   | 97.8           | 175        | 108           | 67            | 1564                     |                      | 87         | 550        | 73         |
| 2000                                                                            | 255 000              | 265 000   | 96.2           | 167        | 103           | 64            | 1526                     |                      | 85         | 510        | 74         |
| 2001                                                                            | 255 000              | 265 000   | 96.2           | 162        | 102           | 60            | 1574                     |                      | 76         | 500        | 74         |
| 2002                                                                            | 255 000              | 265 000   | 96.2           | 168        | 103           | 65            | 1517                     |                      | 83         | 480        | 74         |
| 2003                                                                            | 255 000              | 265 000   | 96.2           | 155        | 100           | 55            | 1645                     |                      | 73         | 488        | 74         |
| 2004                                                                            | 255 000              | 265 000   | 96.2           | 155        | 101           | 54            | 1645                     |                      | 68         | 482        | 74         |
| 2013                                                                            | 272 162              | 296 362   | 91.8           | 162        | 92            | 70            | 1680                     |                      | 86         | 686        | 75         |
| 2016                                                                            | 266 328              | 292 402   | 91.1           | 154        | 90            | 64            | 1729                     |                      | 77         | 655        | 75         |
| 2019                                                                            | 270 334              | 302 120   | 89.5           | 159        | 91            | 68            | 1700                     | 1                    | 83         | 629        | 74         |
| 2021                                                                            | 248 500              | 290 000   | 85.7           | 158        | 89            | 69            | 1572                     |                      | 83         | 618        | 73         |
| Fuente: Catholic-Hierarchy, que a su vez toma los datos del Anuario Pontificio. |                      |           |                |            |               |               |                          |                      |            |            |            |